# Поповцы (Барский район)
Попо́вцы (укр. Попівці) — село на Украине, находится в Барском районе Винницкой области.
Код КОАТУУ — 0520284403. Население по переписи 2001 года составляет 1441 человек. Почтовый индекс — 23051. Телефонный код — 4341.
Занимает площадь 29,028 км².
В селе действует храм Успения Пресвятой Богородицы Барского благочиния Винницкой и Барской епархии Украинской православной церкви.

## Адрес местного совета
23051, Винницкая область, Барский р-н, с.Поповцы